# سودان جنوبی در المپیک تابستانی ۲۰۱۶
سودان جنوبی از ۵ تا ۲۱ اوت ۲۰۱۶ در بازی‌های تابستانی المپیک در ریو دو ژانیرو برزیل شرکت داشت. این کشور برای نخستین بار بود که در چنین مسابقاتی حضور یافت.

## دو و میدانی
سودان جنوبی از جانب اتحادیه بین‌المللی فدراسیون‌های دو و میدانی (IAAF) موفق به ارسال سه ورزشکار (دو مرد و یک زن) به بازی‌های المپیک شد که همگی دو-میدانی کار بودند.
| ورزشکار          | رویداد          | گرما     | گرما | نیمه نهایی         | نیمه نهایی         | نهایی              | نهایی              |
| ورزشکار          | رویداد          | نتیجه    | رتبه | نتیجه              | رتبه               | نتیجه              | رتبه               |
| ---------------- | --------------- | -------- | ---- | ------------------ | ------------------ | ------------------ | ------------------ |
| سانتینو کنیی     | مردان، ۱۵۰۰ متر | ۳:۴۵٫۲۷  | ۱۲   | به این مراحل نرسید | به این مراحل نرسید | به این مراحل نرسید | به این مراحل نرسید |
| گئور ماریال      | مردان، ماراتن   | ۲:۲۲:۴۵  | ۸۲   | به این مراحل نرسید | به این مراحل نرسید | به این مراحل نرسید | به این مراحل نرسید |
| مارگارت رومت حسن | زنان، ۲۰۰ متر   | 26.99 PB | ۸    | به این مراحل نرسید | به این مراحل نرسید | به این مراحل نرسید | به این مراحل نرسید |